# Litoria staccato
Litoria staccato é uma espécie de anfíbio anuro da família Pelodryadidae. Está presente na Austrália. A UICN classificou-a como pouco preocupante.